# Sue Barker
Sue Barker (* 19. April 1956 in Paignton, England) ist eine ehemalige britische Tennisspielerin.

## Karriere
Barkers Tenniskarriere begann 1973, als sie in Eastbourne ihren ersten Einzeltitel gewann.
Der Höhepunkt ihrer Laufbahn war der Sieg bei den French Open im Jahr 1976.
Für die britische Fed-Cup-Mannschaft hat sie insgesamt 44 Partien bestritten, bei denen sie 31 Siege für ihr Team erzielte. Ihre Fed-Cup-Bilanz: 15:8 im Einzel, 16:5 im Doppel.
Bis 2022 war Sue Barker als Sportkommentatorin bei der BBC tätig.
Ab 1982 hatte Barker einige Monate eine Beziehung mit dem Popsänger Cliff Richard.

## Grand-Slam-Sieg
| Datum     | Turnier     | Belag | Finalgegnerin   | Ergebnis      |
| --------- | ----------- | ----- | --------------- | ------------- |
| Juni 1976 | French Open | Sand  | Renáta Tomanová | 6:2, 0:6, 6:2 |

## Auszeichnungen
Barker ist Trägerin des MBE, OBE und des CBE-Ordens.